# 雙心四邊形

雙心四邊形及的Poncelet's porism，這兩個雙心四邊形有共同的內切圓及外接圓

在欧几里得几何中，雙心四邊形（bicentric quadrilateral）是同時有內切圓及外接圓的凸四邊形。依照此定義，雙心四邊形會具有所有圆外切四边形及圆内接四边形的特點。
若有兩個圓，一個圓在另一個圓以內，這兩個圓恰好是一四邊形的內切圓及外接圓，則外接圓上的每一點都會是雙心四邊形的頂點，而該雙心四邊形的外接圓和內切圓也正是這二個圓，這是 庞塞莱特闭包定理下必然的結果，此定理是由法國數學家让-维克托·彭赛列（1788–1867）所證明。